# 밀실 수수께끼 풀기 버라이어티 탈출 게임 DERO!
밀실 수수께끼 풀기 버라이어티 탈출 게임 DERO!(일본어: 密室謎解きバラエティー 脱出ゲームDERO! 밋시쓰나조토키바라에티닷슛게무데로![*])는 닛폰 TV 방송망에서 방송된 퀴즈, 버라이어티 프로그램이다.
약칭은 탈출 게임 DERO! 또는 DERO!이며, 캐치 카피는 영화 같은 절정을 체감하라!이다.

## 개요
제작진들이 만든 밀실에 감금된 도전자가 다양한 장치나 함정이 있는 밀실에서 탈출하는 것을 목표로한다. 2011년 3월 11일에 발생한 동일본 대지진의 영향으로 본 프로그램의 게임 내용에 지진 피해와 쓰나미를 연상시키는 연출이 포함되어 있기 때문에, 지진의 피해 상황이나 정세 등을 근거로 3월 16일 방송 예정분을 급히 방송 중단하고 해당 시간대는 《첫 심부름 봄의 걸작 스페셜》로 교체 조치를 취했다. 또한 3월 30일 방송분은 봄 개편 특집으로 2시간 스페셜 《배틀 로얄 봄의 진》을 예정하고 있었지만, 그 시간은 《런던 부츠 & 연구소의 연예인! 유행가에서 폭소 쇼 배틀!》로 대체 방송되었다. 4월 6일 이후에도 해당 시간대는 다른 특집으로 계속 대체되었다. 결국, 이 프로그램은 폐지되었으며, 7월 6일부터 후속 프로그램 《보물 찾기 어드벤처 수수께끼 풀기 배틀 TORE!》로 리뉴얼되게되었다.